# Svarnas
Švarnas (ukrainien Chvarno) est prince de Galicie en 1264 et grand-duc de Lituanie de 1265 à 1269,,.
Prince de Galicie, fils et successeur du prince Daniel de Galicie dans le Rus' de Halych-Volodymyr, il épouse en 1255 une fille de Mindaugas. Il tente de s'imposer comme grand-duc en Lituanie de 1265 à sa mort en 1269.